# Muhlenberg College

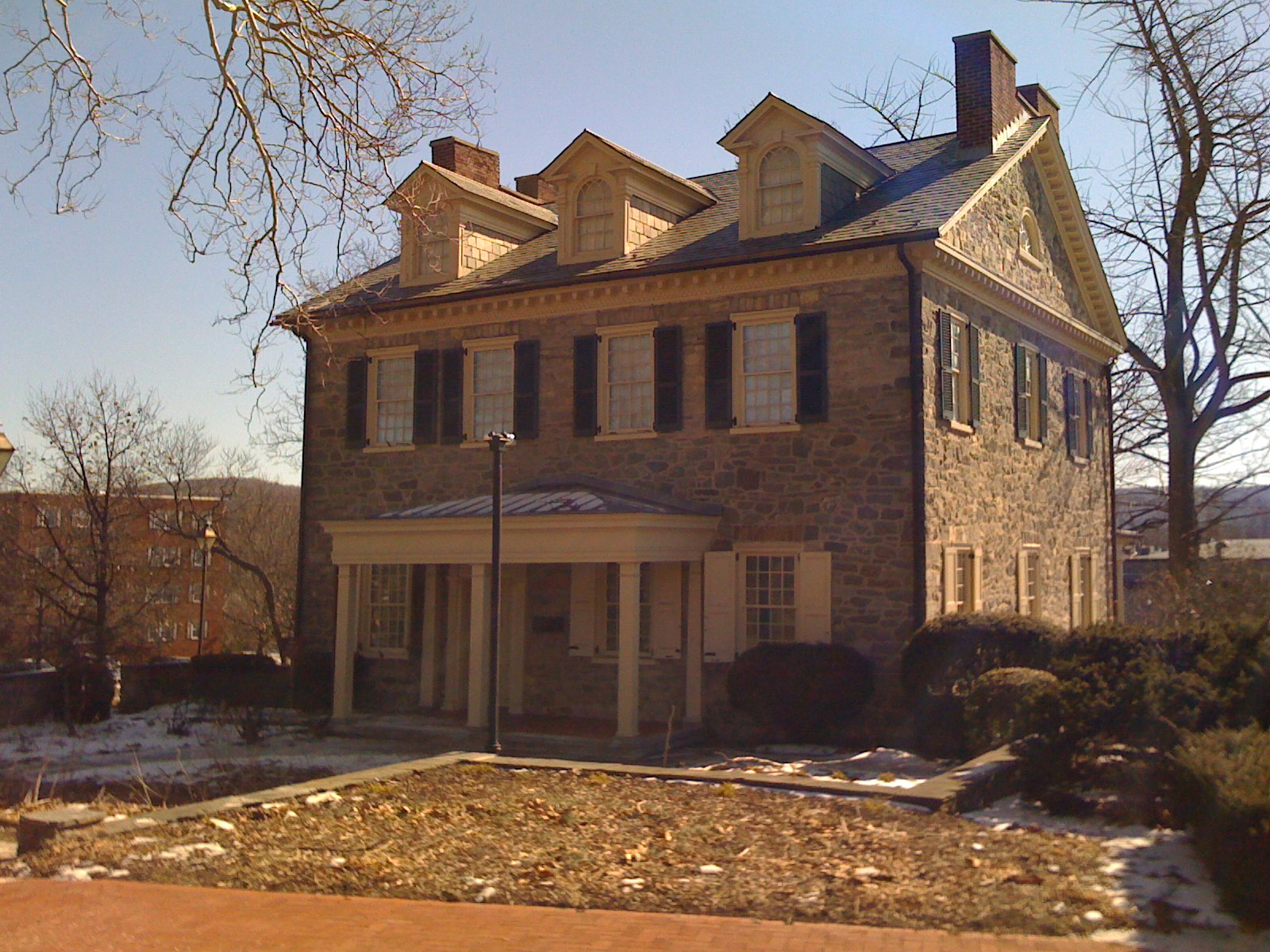
Od 1867 do 1905, Muhlenberg College znajdował się w Allentown's Trout Hall, zbudowanym w 1770 przez James Allen.

Muhlenberg College – liberalna wyższa uczelnia w Allentown. Założona została w 1848 roku, związana jest z Kościołem Ewangelicko-Luterańskim w Ameryce. Nazwa pochodzi od Henry'ego Muhlenberga, założyciela pierwszego luterańskiego kościoła w USA.